# Kümo 840
Die Küstenmotorschiffe des Typs Kümo 840, auch als Serie Nordstern bekannt, waren eine Baureihe der Peene-Werft in Wolgast aus der Zeit der DDR.

## Geschichte

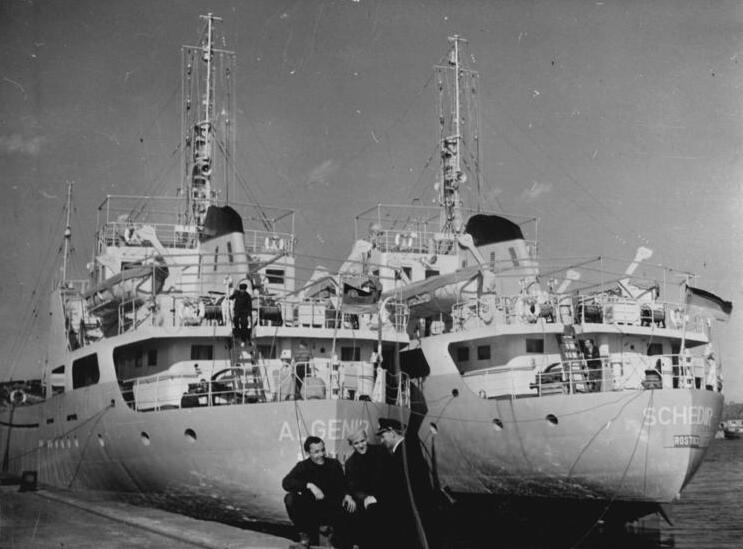
Die Algenib und Schedir

Hergestellt wurde die Serie von 1960 bis 1963 in 25 Einheiten. Die 23 an die Deutsche Seereederei (DSR) gelieferten Schiffe wurden nach Sternen am nördlichen Himmel und nach mecklenburgischen Orten benannt. Sie wurden überwiegend in der großen Küstenfahrt im Nord- und Ostseebereich und bis zum Mittelmeer eingesetzt. Der Schiffstyp baute auf dem ebenfalls von der Peenewerft entwickelten Kümo 500 bzw. der Wolgast-Serie auf.
Erstes Schiff und Namensgeber der ganzen Baureihe war die am 31. März 1960 an die DSR übergebene Nordstern mit der Baunummer 47. Zwei Schiffe der Baureihe, die Algenib und Schedir des DSR-Bestands wurden 1960 als Thon Nhuit und Doc-Lap an die vietnamesische Staatsreederei übergeben.
Abschluss der Baureihe war die am 4. Juni 1963 abgelieferte Waren mit der Baunummer 90.
Die Bellatrix und die Malchin sind später zu Leimtankern umgebaut worden.
Die in Rostock beheimatete Nordstern wurde seit 1978 als Werkstattschiff der VEB Binnenreederei Anklam verwendet.
Die Poel ging 1979 als Solidaritätsgeschenk ebenfalls an Vietnam.

## Technik
Die Typbezeichnung leitete sich ursprünglich von der Tragfähigkeit ab (839,6 Tonnen). Die vom Auftraggeber initiierten technischen Änderungen, wie Eisverstärkung nach finnischer Eisklasse Ic, höhere Aufbauten und modernere schwerere Bootsaussetzvorrichtungen verringerten jedoch die rechnerische Nutzladung auf ca. 760 Tonnen. Die Schiffe wurden daher auch vorübergehend als Kümo 760 bezeichnet, was sich aber nicht durchsetzte.
Angetrieben werden die Schiffe von einem direkt auf den Festpropeller (Durchmesser: 2,10 m)  wirkenden 405 kW leistenden Viertakt-Dieselmotor des Typs  R 8 DV 148 des Magdeburger Herstellers VEB Schwermaschinenbau „Karl Liebknecht“. 
Die Rümpfe sind geschweißt, der Decksaufbau besteht wie bei der Serie Kümo 500 aus Leichtmetall.
Der Laderaum mit einem Ballenraum von 1456 m3 und Kornraum von 1550 m3 hatte zwei Luken, ein Zwischendeck, wurde durch ein Querschott geteilt und mit herkömmlichen Scherstöcken, Deckeln und Persenningen seefest verschlossen. Das Ladegeschirr bestand aus zwei vom VEB Kranbau Eberswalde gelieferten Bordwippkranen für jeweils 3 Tonnen Last.

## Funkausrüstung
Die Schiffe erhielten bei der Indienststellung folgende Funkausrüstung
- Hauptsender RFT 1410.17A5, 25 W
- Notsender RFT 1410.17A5 mit Batterie
- Empfänger RFT 1410.17A6
- Rettungsbootstation Telefunken SE102/2[5]

## Die Schiffe
| Die Schiffe der Baureihe Kümo 840 |             |             |                                   |                | |
| Bauname                           | Bau- nummer | IMO- Nummer | Stapellauf/ Ablieferung           | Auftrag- geber | Umbenennungen und Verbleib |
| Arcturus                          | 48          | 5022558     | - 14.01.1960                      | DSR            | 1980 Manal S (Libanon) nach Explosion gesunken |
| Gemma                             | 50          | 5127504     | - 3.03.1960                       | DSR            | 1981 Merdeka, 1984 verschrottet |
| Wega                              | 51          | 5387221     | 19.03.1960                        | DSR            | Al Wafa (Syrien), 1983 Totalverlust. |
| Nordstern                         | 47          | 5255741     | 31.03.1960                        | DSR            | ab 1978 als Werkstattschiff der VEB Binnenreederei Anklam verwendet und 1991 verschrottet |
| Algenib                           | 63          | 5910830     | - 20.04.1960                      | DSR            | 1960 als Thon Nhuit an Vietnam |
| Schedir                           | 66          | 5315199     | - 20.04.1960                      | DSR            | 1960 als Doc-Lap an Vietnam, Thong Nhat Tk-154, 1994 Visal 09, 1995 Totalverlust |
| Denebola                          | 49          | 5088617     | - 25.07.1960                      | DSR            | 1981 My Charm, 1985 verschrottet |
| Atair                             | 60          | 5028071     | - 23.08.1960                      | DSR            | 1979 Avon (Panama), 1980 My Destiny (Cypern), 1983 Afedula M (Cypern), 1988 Theofania I, 1992 Vema, 1995 Gwendolen (Honduras), 1995 Wilhelmina, 1995 Penny, 2001 Elpidoforos (Honduras), 2002 Lisa Star (Tonga), 2004 Fair Jane (Tonga), 2005 Hamada I (Nordkorea), 2008 Reda (Sierra Leone), 2013 Rose      |
| Deneb                             | 61          | 5088590     | - 9.09.1960                       | DSR            | 1979 Mersey, 1982 Hye Meng I, 1992 Coral Yellow |
| Markab                            | 62          | 5225772     | 29.10.1960                        | DSR            | 1977 Eurabia Lake, 1978 Adera, 1989 Voyager, 1989 abgebrochen. |
| Sirrah                            | 64          | 5330278     | - 15.11.1960                      | DSR            | 1979 Palma (Honduras), 1979 Humber (Panama), 1980 Palma (Griechenland), 1980 Alexandros G (Griechenland), 1986 Nicholaos D (Griechenland), 1990 Atlas (Griechenland), 1991 Titan (Honduras), 1996 Agios Gerassimos (Belize), 2001 Izo Star (Tonga), 2002 Agios Nikolaos (Komoren), 2003 Al-Aabed (Nordkorea) |
| Aldebaran                         | 67          | 5009518     | - 19.04.1961                      | DSR            | 1977 Eurabia Bay (Libanon), 1978 Athlos II (Zypern), 1982 Stavros V (Honduras), 1989 Tai Pan, 1989 Aldebaran (Honduras), 1991 Tai Pan, 1993 Taipan, 1993 Pearl |
| Capella                           | 72          | 5062106     | 25.05.1961                        | DSR            | Die im nach ihr benannten Orkan leckgeschlagene Capella kenterte und sank im Januar 1976 bei dem Versuch, den Borkumer Schutzhafen anzulaufen. Dabei kamen alle elf Besatzungsmitglieder ums Leben. |
| Bellatrix                         | 73          | 5039850     | 10. November 1958 23. August 1961 | DSR            | 1965 durch die Mercantile-Werft in Antwerpen zum Leimtanker umgebaut, ab Februar 1985 Werkstattschiff in Wismar, ab 8. Mai 1992 durch J. Bakker & Zoon in Bruges verschrottet. |
| Malchin                           | 74          | 5218298     | 20. Februar 1959 25. August 1961  | DSR            | 1974 durch die Aalborg-Werft in Aalborg zum Leimtanker umgebaut, 1992 zum Viehtransporter umgebaut, 1993 Bader II, 2000 Angus, 2004 Santa, ab 13. September 2004 in Indien verschrottet. |
| Poel                              | 75          | 5280198     | - 9.12.1961                       | DSR            | 19. Februar 1979 als Solidaritätsgeschenk an Vietnam Song Ba, 2009 Hong Shu Lin |
| Putbus                            | 76          | 5287550     | - 9.12.1961                       | DSR            | 1979 Aurora (Honduras), 1980 Shark (Honduras), 1981 Archon (Griechenland), 1984 Putbus (Honduras) |
| Insel Riems                       | 77          | 5161811     | 3. Juni 1959 27. Dezember 1961    | DSR            | 1981 Ari, 1988 El Ri, 1988 Lupus, 1989 Carlsberg, 1989 Navigo, 1994 Watering Bay, 1994 Nordia, 1997 Watering Bay, am 12. Januar 2012 im Register gelöscht. |
| Rerik                             | 78          | 5293303     | - 29.12.1961                      | DSR            | 1981 Norma |
| Stavenhagen                       | 86          | 5339298     | - 29.12.1961                      | DSR            | Peter 1983 verschrottet |
| Ückermünde                        | 87          | 5371961     | 31.03.1962                        | DSR            | Orzival 1988 verschrottet. |
| Vilm                              | 89          | 5414270     | 29.04.1963                        | DSR            | Frederique Leonie 1980 verschrottet. |
| Vitte                             | 88          | 5414311     | 10. Mai 1960 31. März 1963        | DSR            | Als Baunummer 701 von MTW fertiggestellt, 1979 Sunship, am 14. März 1980 vor Lossiemouth havariert und ab 27. Mai 1980 auf der Werft Thomas W. Ward in Inverkeithing verschrottet. |
| Zinnowitz                         | 97          | 5414464     | 10. Februar 1961 13. April 1963   | DSR            | Als Baunummer 704 von MTW fertiggestellt, 1981 Queen Vassiliki, 1985 Diana Adual, 1985 Capetan Nicholas, 1986 La Paz, 1986 Ortano, 1990 Alisios, 1997 Saoseo, 2002 Ovarb, 2004 Sporades Star, 2006 Hong Shulin.                                                                                              |
| Waren                             | 90          | 5422992     | 4. Juni 1963                      | DSR            | Als Baunummer 703 von MTW fertiggestellt, 1980 Sea Carrier, 1981 Sea Carrier I, 1981 Betty S, am 21. Dezember 1982 auf einer Reise von Aveiro nach Rochester mit Papierrollen nach Wassereinbruch im Schlepp gesunken.                                                                                       |